# گراس‌هوپر (کوکتل)
گراس‌هوپر یا ملخ یک نوشیدنی شیرین، با طعم نعناع و مخصوص بعد از شام است. اسم این کوکتل به دلیل رنگ سبز آن است که از کرم دو منته گرفته شده است.  یک بار در محله فرانسوی نیواورلئان، لوئیزیانا، ادعا شده است که فیلیپ گیشت این نوشیدنی را در سال ۱۹۱۸ برای اولین بار درست کرده است. این نوشیدنی در دهه‌های ۱۹۵۰ و ۱۹۶۰ در سراسر آمریکای جنوبی محبوبیت زیادی دست پیدا کرد.

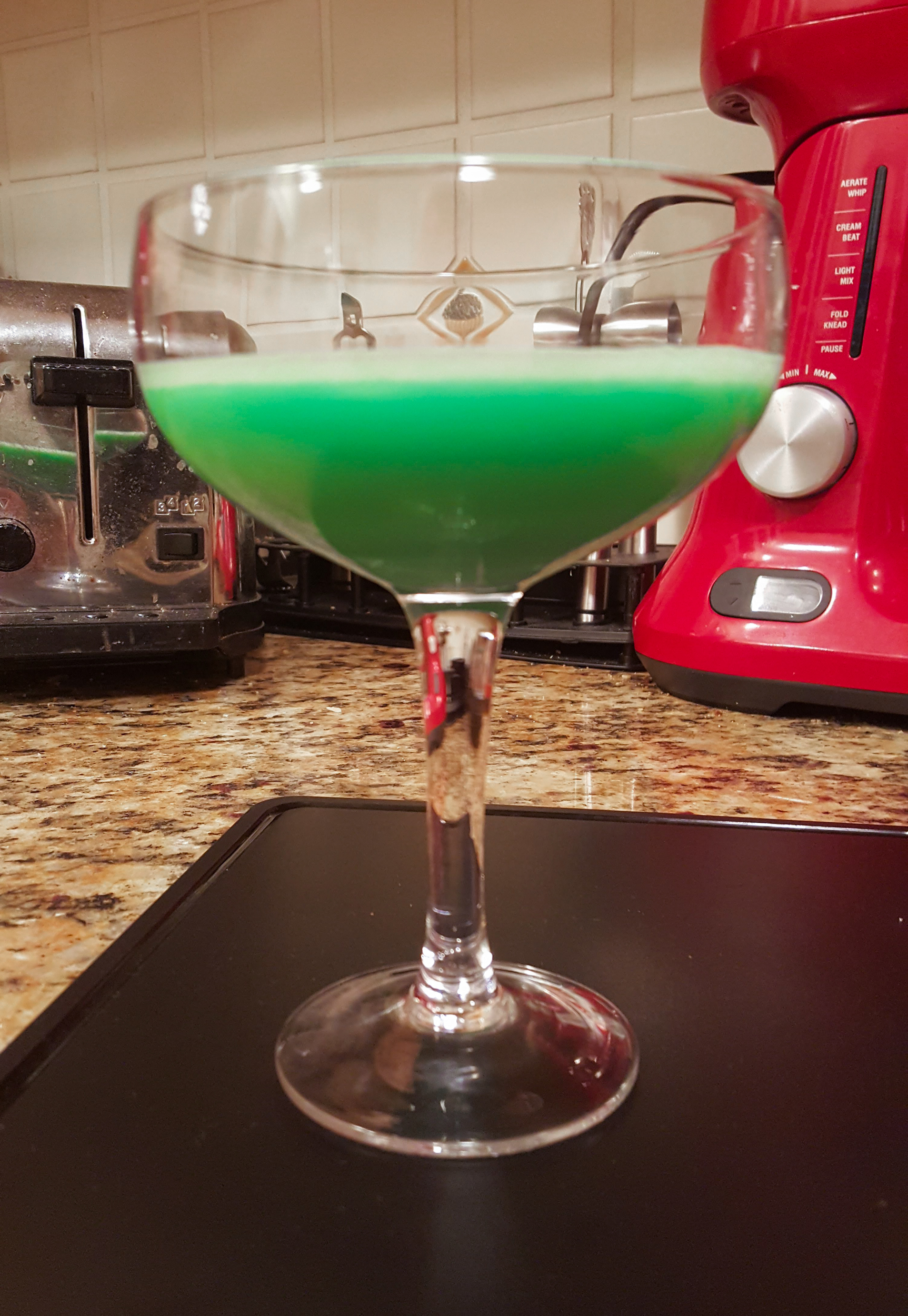
یک لیوان کوکتل گراس‌هوپر

## ترکیب بندی
گراس‌هوپر یا ملخ یک کوکتل معمولی شامل خامه سبز منته، کرم سفید کاکائو و خامه است که با یخ تکان داده شده و در یک لیوان کوکتل سرد صاف می‌شود.

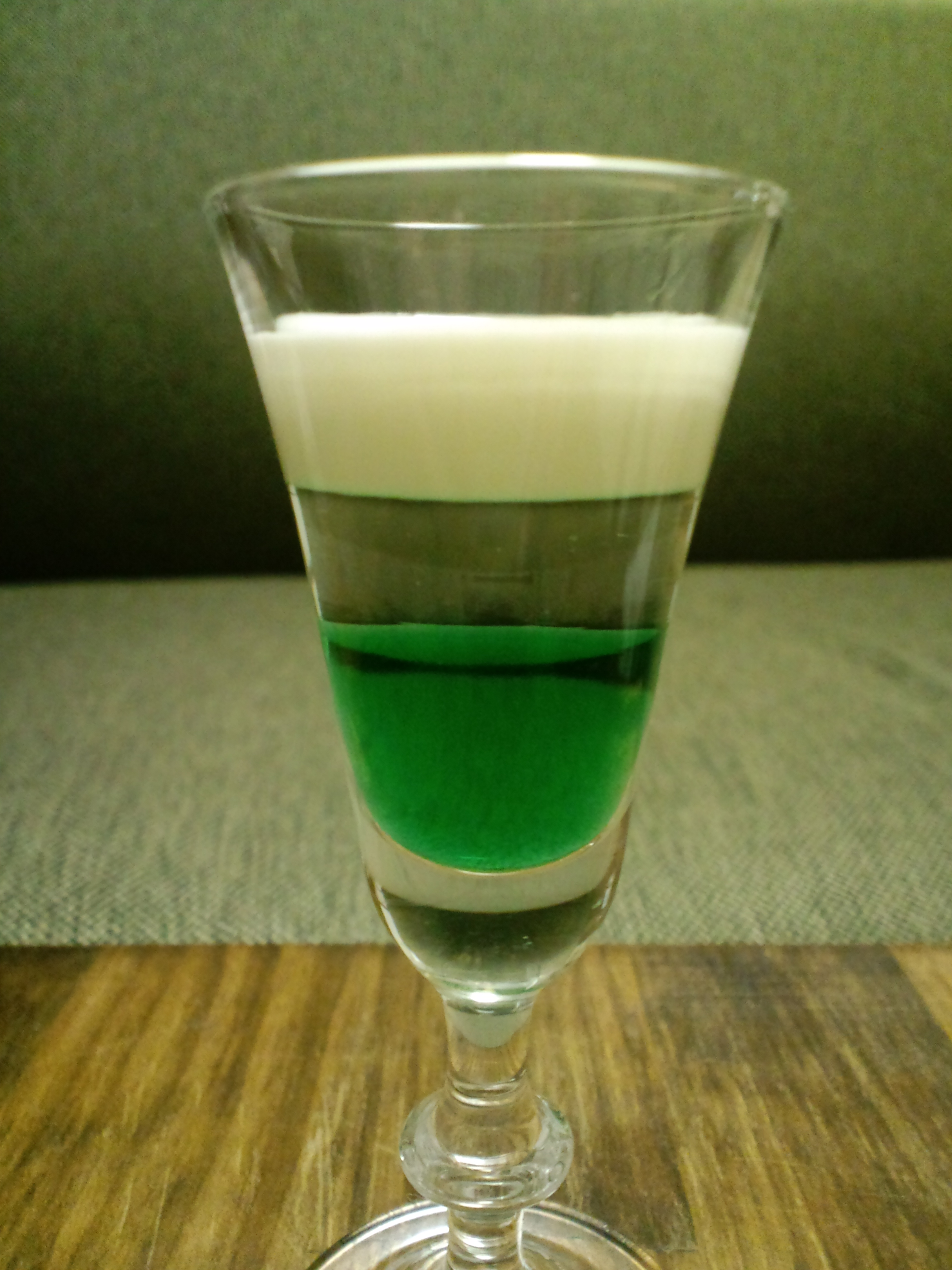

### تغییرات
در کوکتل گراس‌هوپر "ودکا" یا "پرواز" خامه را با ودکا جایگزین می کند.
همچنین در یک کوکتل‌ گراس‌هوپر "یخ زده" بستنی نعناع اضافه میشود تا نوشیدنی دسر مانند تری ایجاد شود.
در ورژن "بعد از هشت" کوکتل گراس‌هوپر یک لایه لیکور شکلات تلخ نیز به ترکیبات اضافه میشود.
در شمال مرکزی ایالات متحده آمریکا، به ویژه در ویسکانسین، کوکتل گراس‌هوپر بستنی جایگزین خامه می شود. 

یکی نوع دیگر از این کوکتل، میلک شیک است که حاوی بستنی نعناع، چیپس شکلات، شیر و کرم دمنته به آن اضافه میشود.

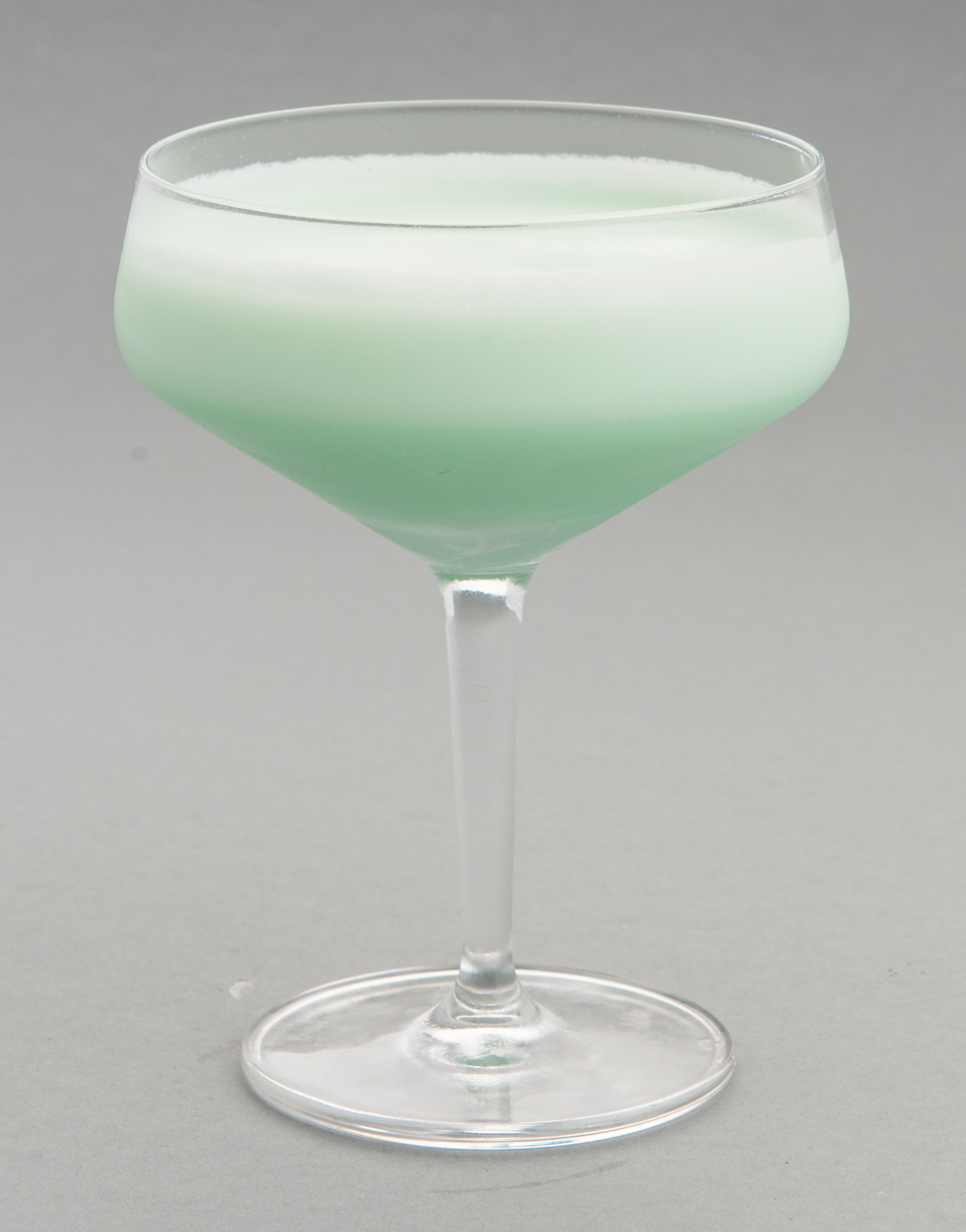
کوکتل گراس‌هوپر با طعمی شیرین و نعنایی